# Епископ канадски Георгије
Георгије Ђокић (Црњелово Горње, код Бијељине, 6. мај 1949) умировљени је епископ канадски.

## Биографија
Рођен је на Ђурђевдан, 6. маја 1949. године, у селу Црњелово Горње код Бијељине од оца хаџи-Крсте и мајке Круније (рођ. Арсеновић), који су своју децу подарили цркви. Владичин брат Константин је умировљени епископ средњоевропски, брат Љубомир био је свештеник у Вршанима код Бијељине до пензионисања, а сестра Надежда монахиња у манастиру Тавни.
Од 1967. до 1969. године био је део прве генерације ученика двогодишње монашке школе у манастиру Острогу у време када је управник и професор био јеромонах Иринеј (Гавриловић), потоњи патријарх српски. Ђаци исте генерације били су и будући епископи: британско-скандинавски Доситеј, епископ шумадијски Јован и епископ ваљевски Милутин.
После монашке школе, отпутовао је на одслужење војног рока у скопску касарну „Маршал Тито” 28. августа 1969. године. Ту је провео пуних седамнаест месеци све до 27. јануара 1971. када је одслужио војни рок и вратио се у манастир Озрен. Убрзо, 11. фебруара на бденију уочи Света Три јерарха, са благословом епископа зворничко-тузланског Лонгина га је замонашио игуман Сергије (Параклис), а за монашење га је привео архиђакон (потоњи епископ) Василије (Качавенда). У чин ђакона је рукоположен већ сутрадан, а јеромонах је постао на Сретење Господње, 15. фебруара 1971. године.
Служио је од 1971. до 1982. као јеромонах и духовник у манастиру Тавни. У то време је завршио Богословију у Сремским Карловцима и Богословски факултет у Београду.

## Епископ канадски
Као синђел, изабран је за епископа канадског 16. маја 1984. године. Блаженопочивши патријарх српски Герман га је хиротонисао 8. јула 1984. у Саборној цркви у Београду уз саслужење епископа тимочког Милутина и епископа зворничко-тузланског Василија. Устоличен је у Саборном храму Светог оца Николаја у Хамилтону на дан Покрова Пресвете Богородице 14. октобра исте године. Устоличење је извршио епископа источноамеричког и канадског Христофора и том приликом званично предао Епархију канадску.
Прво молитвено место које је по устоличењу 1984. године иницирао је придворна капела Света Три Јерарха у подруму првобитног епископског двора у Торонту.
Под руководством епископа канадског Георгија, освећено је укупно једанаест нових цркава и капела и први српски манастир Светог Преображења Господњег у Милтону који је круна његовог градитељског рада. Основао је Савезно Коло српских сестара, довео је у Канаду петнаест нових свештеника, покренуо 1987. епархијски лист и издавачку делатност епархије „Источник” и основао библиотеку „Светог Преображења Господњег” између осталог.
Био је и члан централног тела за изградњу Храма Светог Саве у Београду.
Постао је почасни члан Удружења књижевника Србије у новембру 2011. године.
У години када је обележавана његова тридесета година на челу Епархије канадске, одликован је највишим одликовањем Епархије милешевске: Орденом Белог анђела првог степена. Одликовање је уручио епископ милешевски Филарет након заједничке службе у манастиру Милешева, 1. јуна 2014. године.
После бројних притужби од стране свештенства и верника у вези његовог моралног живота и наводних финансијских злоупотреба са свећама, Свети архијерејски синод привремено је разрешио епископа Георгија са трона канадске епархије, 28. априла 2015. године. Одлуку о разрешењу потврдио је Свети архијерејски сабор 20. маја 2015. године. Случај је стигао и до канадског суда али је државно правобранилаштво 12. септембра 2018. године саопштило пред Судом правде Онтарија у Милтону да повлачи оптужбе за превару против епископа Георгија као и да не наставља са оптужбама јер „нема разумних изгледа за осуду”.

## Епископ милешевски
Владика Георгије је, као администратор, постао први епископ обновљене Епархије милешевске, 1992. године. Управљао је епархијом до одабира епископа милешевског Василија, 1994. године.
Као епископ милешевски, био је на челу Одбора за градњу владичанског двора у Пријепољу.

## Објављене књиге
- „Печат мојега владичанства”, 2006.
- „Ковчежић успомена”, 2011.[12]
- „Девето блаженство”, 2020.

## Галерија
- Епископ канадски Георгије на свечаном отварању Музеја српске баштине у Виндзору, 1987. године
- Епископ канадски Георгије (у средини) са епископом источноамеричким Митрофаном и епископом нишким Иринејем на освећењу првог српског манастира у Канади, 1994. године
- Епископ канадски Георгије са премијером Канаде Жаном Кретјеном, патријархом српским Павлом и епископом нишким Иринејем, 1994. године
- Епископ канадски Георгије са прогнаницима из Босне у Шербруку, 1995. године